# خبازة لينية
خبازة لينية (الاسم العلمي: Malva linnaei ) هي نوع نباتي يتبع جنس الخبازة من الفصيلة الخبازية.